# Humble (chanson)
Pour l’article homonyme, voir Humble (Texas).
Singles de Kendrick Lamar
Goosebumps
(2016) Perfect Pint
(2017)
HUMBLE. est une chanson du rappeur Kendrick Lamar sortie en mars 2017, issue de l'album Damn.

## Clip vidéo
Le clip a été réalisé par Dave Meyers et The Little Homies. Il a reçu le Grammy Award du meilleur clip en 2018.